# Latający Holender (program telewizyjny)
Latający Holender – polski program telewizyjny o tematyce żeglarskiej, przeznaczony głównie dla młodzieży. Program był produkowany przez gdański ośrodek Telewizji Polskiej i wyświetlany od 10 stycznia 1967 do 12 maja 1993.
Zespołem twórców programu kierował Bohdan Sienkiewicz.